# فهرست فیلسوفان آمریکایی
این فهرستی از فیلسوفان آمریکایی (انگلیسی: list of American philosophers) است. فیلسوفانی که یا اهل ایالات متحده هستند یا سال‌های پربار زندگی خود را در ایالات متحده گذرانده‌اند.

## آ
- پیتر آنگر
- دیوید آبرام
- پیتر آچینشتاین
- مرلین مک کورد آدامز
- رابرت مریهو آدامز
- جین آدامز
- آموس برونسون آلکوت
- ویرجیل آلدریچ
- دیوژن آلن
- رابرت اف آلمدر
- جودیت آندره
- جولیا آناس
- روث ناندا آنشن
- لوئیز آنتونی
- هانا آرنت
- ریچارد آرنسون
- رابرت آرپ
- رابرت آرینگتون
- بردلی شاویت آرتسون
- جانواریوس جینگوا آسونگو
- مارگارت آترتون
- رابرت آئودی
- لورن آیزلی

## ا
- ویلیام ای. ارل
- جان ارمن
- فرانک ابرسول
- جیمز ام ادی
- پل ادواردز
- جاناتان ادواردز
- آلبرت انیشتین
- کاترین الگین
- مارک اچ الیس
- رالف والدو امرسون
- میلان انگل
- تریستام انگلهارت
- ای ای اریکسن
- استفن ال اسکوئیث
- دیوید استلوند
- راد ال ایوانز
- امانوئل چوکودی ایز

- پیتر ون اینواگن
- جیمز اوتسون
- تی ام اسکانلون
- تاد اشمالتز
- دیوید اشمیتز
- جی بی اشنیویند
- هربرت اشنایدر
- بری اسمیت
- جورج اچ اسمیت
- کوئنتین اسمیت
- تارا اسمیت
- توماس ورنر اسمیت
- ولفگانگ اسمیت
- ریموند اسمولیان
- لورا جی اسنایدر
- لایسندر اسپونر
- المر اسپراگ
- رابرت استالناکر
- لارنس استپلویچ
- چارلز استیونسون
- استفان استیچ
- لئو اشتراوس
- دیوید استرانگ
- بری استرود
- فرانسیس الینگوود ابوت
- مورتیمر ادلر
- راجرز البریتن

- لیندا مارتین الکوف
- هارتلی بور الکساندر
- ویلیام آلستون
- آلیس امبروز
- کارل امریکس
- سی. آنتونی اندرسون
- الیزابت اندرسون
- گوردون اندرسون
- وارن اشبی
- جودی ازونی

- رابرت اولانوویچ
- ویلبر مارشال اوربان
- ژوزف دی. اسند

## ب
- بابت بابیچ
- کنت باخ
- ماکس باگینسکی
- آرچی جی بهم
- گوردون پارک بیکر
- لین رادر بیکر
- دن بارکر
- ویلیام بارت
- ویلیام وارن بارتلی
- دانیل بارویک
- ژاک بارزون
- مونرو بیردزلی
- تام بوچمپ
- لوئیس وایت بک
- لارنس سی. بکر
- هوگو آدام بداو
- نوئل بلناپ
- پل بن الصراف
- گوستاو برگمان
- مایکل برگمان
- آرنولد برلانت
- مارشال برمن
- اندرو برنستین
- مارک برنشتاین
- ریچارد جی. برنستین
- مارکوس برکویست
- استیون بست
- نالینی بوشان
- کریستینا بیچیری
- مکس بلک
- برند بلانشارد
- ند بلاک
- بنجامین پل بلود
- آلن بلوم
- آلبرت بلومبرگ
- جورج بواس
- کریس بوبونیچ
- پل بوقوسیان
- پیتر بوقوسیان
- دیوید بوهم
- لورنس بونجور
- جان الوف بودین
- جورج بولوس
- سوزان بوردو
- آلبرت بورگمان
- اوتس کلک بووسما
- فرانسیس بوون
- بوردن پارکر باون
- ریچارد بوید
- رابرت براندوم
- ریچارد برانت
- جیانینا براشی
- دیوید بریبروک
- دنیل براک
- باروخ برودی
- استیون برونر
- بیکر براونل
- ویلیام لو برایان
- اسکات بوکانن
- یوستوس بوخلر
- جی بودزیشفسکی
- نیکلاس بوربولز
- تایلر برج
- کنت بورک
- ادوین آرتور برت
- پانایوت بوچواروف
- جودیت باتلر
- چارلز باتروورث

## پ
- توماس پین
- جورج هربرت پالمر
- توماس پانگل
- جورج پاپاس
- لئونارد پیکف
- چارلز سندرز پیرس
- گریگوری پنس
- استفان فلفل
- رالف بارتون پری
- رابرت بی پیپین
- رابرت ام پیرسیگ
- والتر بی پیتکین
- آلوین پلانتینگا
- ریچارد پاپکین
- ریچارد پوزنر
- رابرت ام پرایس
- هری پروش
- هیلاری پاتنام
- روث آنا پاتنام

## ت
- ویلیام دبلیو تایت
- ریچارد تارناس
- آلفرد تابر
- کنت آلن تیلور
- مارک سی تیلور
- پل تیلور
- ریچارد تیلور
- نیل تنانت
- لری تمکین
- ایروینگ تالبرگ جونیور
- لارنس توماس
- پل بی. تامپسون
- ایان تامسون
- جودیت جارویس تامسون
- هنری دیوید تورو
- پل تیلیش
- ساموئل مارتین تامپسون
- ساموئل تودس
- مایکل تولی
- بنجامین تاکر
- آنا-ترزا تیمنیکا

## ج
- الکساندر جورج
- رابرت پی. جورج
- جبران خلیل جبران

- ویلیام جیمز
- فردریک جیمسون
- مارتین جی
- نانسی اس. جکر
- توماس جفرسون
- الکساندر برایان جانسون
- دیوید آلن جانسون
- مارک جانسون
- روفوس جونز
- ادوارد جونز-ایمهوتپ

## چ
- ویلیام چمبرلین
- ادموند لا بوم چربونیر

- جیمز چیلدرس
- رودریک چیزم
- نوآم چامسکی
- پاتریشیا چرچلند
- پل چرچلند

## د
- نورمن دنیلز
- آرتور دانتو
- دونالد دیویدسن
- مایکل دیویس
- مایکل پیتر دیویس
- آلفرد دو گرازیا
- دیوید دگرازیا
- گریس د لاگونا
- تئودور د لاگونا
- جان دیلی
- دانیل دنت
- کریستین دی کوینسی
- کیت دروز
- یان دویچ
- جان دیویی
- دیاموند کورا
- دونا دیکنسون
- کیت دانلان
- الیوت ان. دورف
- بردلی داودن
- پل دریپر
- تئودور درینج
- برتون دربن
- گری درشر
- فرد درتسکه
- هوبرت درایفوس
- ریموند دانکن
- باروز دانهام
- ویل دورانت
- رونالد دوورکین

## ر
- جیمز ریچلز
- جان هرمان رندال
- آین رند
- رابرت بروس راپ
- جروم روتز
- هایدی راون
- جان رالز
- فردریک راوشر
- جورج لنسینگ ریموند
- مایکل سی ریا
- ویلیام ال ریس
- تام ریگان
- ویکتور رپرت
- هانس رایشنباخ
- نیکولاس رشر
- فیلیپ اچ راین لندر
- آدرین ریچ
- ویلیام جی ریچاردسون
- لارنس ریکلز
- آیزاک وودبریج رایلی
- جیمز راب
- دانیل رابینسون
- ریک رودریک
- برنار رولن
- هلمز رولستون
- آویتال رونل
- ریچارد رورتی
- استنلی روزن
- الکساندر روزنبرگ
- جی روزنبرگ
- یوگن روزنستاک-هوسی
- دیوید ام. روزنتال
- استیون دیوید راس
- جیان کارلو روتا
- موری راتبارد
- ویلیام ال. رو
- جوسایا رویس
- مایکل روس
- دیوید رینین
- راوی زکریا
- چانسی رایت

## ز
- نائومی زک
- لیندا ترینکاس زاگزبسکی
- جان زرزن
- پل زیف
- دین زیمرمن
- مایکل ای. زیمرمن

## س
- ویلیام اس. ساهاکیان
- پل ساکا
- جان سالیس
- ناتان سالمون
- مایکل سندل
- الیس ساندوز
- دیوید اچ سنفورد
- لری سنگر
- جرج سانتایانا
- کریسپین سارتول
- جنیفر سائول
- جفری سیر-مک‌کورد
- کنت ام. سایر
- جان سرل
- روی وود سلرز
- ویلفرد سلارز
- سیدنی شومیکر
- هیو جی. سیلورمن
- ادگار آ. سینگر
- ایروینگ سینگر
- دیوید اسکربینا
- برایان اسکایرمز
- اسکات سومز
- آلن سوبل
- رابرت سی. سولومون
- جوزف بی. سولوویچیک
- تاملر سامرز
- فردریک سونتاگ
- پیتیریم سوروکین
- دیوید سوسا
- ارنست سوسا
- پیتر سوبر
- ویلیام گراهام سامنر
- فردریک سوپه
- پاتریک ساپس
- ویلیام مکینتایر سالتر

## ش
- دایانا شاوب
- تامی شلبی
- نائومی شیمن
- تئودور شیک
- هارولد ام. شولویز
- آلفرد شوتز
- لیزا اچ. شوارتزمن
- دیوید شویکارت
- جرمی جی شاپیرو
- مایکل جی شاپیرو
- اسکات جی شاپیرو
- استوارت شاپیرو
- ویلیام شاو
- جورج شر
- وارن شیبلز
- ریچارد شوسترمن

## ط
- نسیم نقولا طالب

## ف
- ماروین فاربر
- جیمز ای. فالکونر
- جوئل فینبرگ
- فرد فلدمن
- ارنست فنولوسا
- ادوارد فسر
- هارتی فیلد
- آرتور فاین
- کیت فاین
- گای فینلی
- جان مارتین فیشر
- جان فیسک
- لئونارد ام. فلک
- رالف تایلر فلولینگ
- جری فودر
- ویلیام فونتین
- چارلز فرانکل
- ویلیام فرانکنا
- هری فرانکفورت
- بتی فریدان
- اریک فروم
- مریلین فرای
- فرانسیس فوکویاما
- کریستوفر فینسک
- اریک فوگلین

## ک
- مری ویتون کالکینز
- جی بیرد کالیکات
- دونالد تی. کمپبل
- آرتور کاپلان
- جان کاپوتو
- کارت کلودیا
- ریچارد کریر
- نوئل کارول
- پل کاروس
- ادوارد اس کیسی
- استنلی کاول

- گوردون هادون کلارک
- کنت کلاترباگ
- روی آ. کلوزر
- کارل کوهن
- جاشوا کوهن
- جیمز اف. کونانت
- ویلیام ای. کانولی
- مونکور دی. کانوی

- ژوزفوس فلاویوس کوک
- پل کوپن
- جیمز ا. کوربت
- رابرت اس. کورینگتون
- جان کوروینو
- ویلیام کریگ
- ویلیام لین کریگ
- آلیس کری
- جیمز ادوین کریتون
- جوزف کراپسی
- استیون کراول
- چارلز ماریوت کالور

- جان کاگ
- شلی کیگان
- هوراس کالن
- فرانسیس کام
- رابرت کین
- آبراهام کاپلان
- دیوید کاپلان
- مردخای کاپلان
- جرولد کاتز
- پیتر کافمن
- والتر کافمن
- آرپی کاوشیک
- سام کین
- دیوید کلی
- کاسیوس جکسون کیسر
- جاگوان کیم
- استانتون دیویس کرخام
- پاتریشیا کیچر
- جیکوب کلاین
- پیتر دی کلاین
- جاشوا کنوب
- ند کاک
- دیوید کوپسل
- دیوید کولب
- رابرت کونز
- هیلاری کورنبلیت
- کریستین کورسگارد
- متیو کرامر
- مایکل کراوس
- پیتر کریفت
- سول کریپکی
- جیدو کریشنامورتی
- مارک کوچوسکی
- توماس کوهن
- پاول کورتز
- ویلارد کواین

## گ
- شان گالاگر
- دیوید گوتیه
- نورمن گیسلر
- مایکل گلون
- تامار گندلر
- یوجین گندلین

- امانوئل ووگل گرهارت
- بری گرترلر
- ادموند گتیه
- ریموند گیوس
- آلن گویورت
- آلن گیبارد
- فرد گیفورد
- نیل گیلمن
- رنه ژیرار
- سو گلدینگ
- آلوین گولدمن
- اما گلدمن
- ربکا گلدشتاین
- نلسن گودمن
- آلن گوتلف
- خورخه جی گراسیا
- کرسی گریوز
- ماکسین گرین
- مارجوری گرن
- دیوید ری گریفین
- رابرت گرودین
- پل گایر

## ل
- جورج ترامبول لاد
- گریس د لاگونا
- کورلیس لامونت
- مارک لنس
- چارلز لین
- ویلیام لین کریگ
- سوزان لنگر
- چارلز لارمور
- جاناتان لیر
- کیت لرر
- برایان لایتر
- جیمز جی لنوکس
- ایزاک لوی
- مایکل لوین
- کلارنس ایروینگ لوئیس
- دیوید لوئیس
- مارک لیلا
- هیلده لیندمان
- آلفونسو لینگیس
- لئونارد لینسکی
- متیو لیپمن
- آلفرد هنری لوید
- الیزابت لوید
- آلن لروی لاک
- لورن لوماسکی
- حداکثر آزادی طولانی
- هلن لونگینو
- ویلیام لیکن
- هلن لیند

## م
- دوایت مکدونالد
- تیبور آر ماچان
- السدیر مک‌اینتایر
- لوئیس اچ مکی
- روت مکلین
- جیمز مدیسون
- رابرت ماگیولا
- نورمن ملکم
- دیوید مانلی
- جسی مان
- روث بارکن مارکوس
- جوزف مارگولیس
- دان مارکیز
- اروین مارکیت
- بیل مارتین
- دونالد مارتین
- اورت دین مارتین
- مایکل مارتین
- ریچارد میلتون مارتین
- بنسون میتس
- گرت متیوز
- جورج مارودس
- تاد می
- ارنست مایر
- توماس مک‌کارتی
- ران مک کلامروک
- جان اچ مک کلندون
- جانت مک کراکن
- ایواندر بردلی مک گیلواری
- لیمون مک هنری
- ترنس مک‌کنا
- متیو دبلیو مک کئون
- ریچارد مک‌کئون
- جف مک ماهان
- ویلیام مک نیل
- جورج هربرت مید
- جک میلند
- آلفرد مله
- استیون من
- فرانکلین مرل ولف
- ترنتون مریکس
- لئونارد بی مایر
- استفن سی. مه‌یر
- سیدنی ادوارد مزس
- جان ویلیام میلر
- میچل میلر
- ریچارد دبلیو. میلر
- الیجا میلگرام
- روث میلیکان
- فیلیپ میروسکی
- کارل میچام
- ساندرا میچل
- آن ام. مونگوون
- ریچارد مانتگیو
- ویلیام پپرل مونتاگ
- ارنست ادیسون مودی
- ادیسون وبستر مور
- چارلز آ. مور
- پل المر مور
- جی پی مورلند
- جان هنری مورگان
- سیدنی مورگنبسر
- چارلز دبلیو موریس
- کریستوفر دبلیو موریس
- توماس وی. موریس
- پل موزر
- آتاناسیوس مولاکیس
- وی مودیمبی

## ن
- ارنست نیگل
- تامس نیگل
- ناخن دبرا
- لوئیس نارنس
- جیکوب نیدلمن
- جان نیهارت
- جیمی لیندمن نلسون
- مایکل پی نلسون
- جی نیومن
- شان نیکولز
- جفری نیلسن
- ریچارد توماس نولان
- کالوین نورمور
- دیوید ال. نورتون
- مایکل نواک
- کلود ناول
- رابرت نوزیک
- مارتا نوسبوم

## و
- ویلیام اف. والیسلا
- پل ون بورن
- بس ون فراسن
- پیتر ون اینواگن
- آشیل ورزی
- هنری بابکوک ویچ
- جی دیوید ولمن
- آلیس ون هیلدبراند

- جیمز دی والاس
- کندال والتون
- مری آن وارن
- کارل واتنر
- آلن واتس
- برایان ودرسون
- دیوید واینبرگر
- جک راسل وینستین
- ماکس وایزمن
- پل وایس
- موریس ویتز
- کرنل وست
- آنتونی وستون
- جاناتان وستفال
- گریگوری ویلر
- مورتون وایت
- آلفرد نورث وایتهد
- والت ویتمن
- دن ویکلر
- کن ویلبر
- جان دنیل وایلد
- دالاس ویلارد
- مایکل ویلیامز
- بروس ویلشر
- رابرت آنتون ویلسون
- ویلیام جی وینسلید
- سوزان ولف
- رابرت پل ولف
- نیکلاس ولترستورف
- پل وودراف

## ه
- گری ال هاگبرگ
- اورت دبلیو هال
- مانلی پالمر هال
- فیلیپ هالی
- جین همپتن
- نوروود راسل هانسون
- سندرا هاردینگ
- جان هر
- گیلبرت هارمن
- ارول هریس
- لئونارد هریس
- سم هریس
- ویلیام توری هریس
- سالی هاسلنگر
- گیلبرت هارمن
- رابرت اس. هارتمن
- چارلز هارتسهورن
- دونالد وست هاروارد
- ویلیام هاسکر
- جان هاگلند
- اسپنسر هیث
- جان هیل
- لورن پرسئوس هیکوک
- استیون هیکس
- کاتلین هیگینز
- ماریان هیلار
- ویلیام هیرستین
- ویلیام ارنست هاکینگ
- اریک هوفر
- داگلاس هافستادر
- آرتور هولمز
- جرالد هولتون
- سیدنی هوک
- بل هوکس
- جان هاسپرز
- ورنون هوارد
- جورج هلمز هویسون
- البرت هابرد
- مایکل هیمر
- کالین هیوز
- دیوید هال
- هانس هرمان هپه

## ی
- استفان یابلو
- کیت یاندل
- ایگور یفیموف
- آرتور ام. یانگ
- آیریس ماریون یانگ